# Діадема
Діадема (або діядема; грец. διάδημα, від діадео, «оточую») — начільна прикраса що виглядає як прикрашений обруч, що одягається на голову. На відміну від корони, діадема має виразну асиметрію у будові — її начільна частина багатше прикрашена, ніж решта діадеми. Часто, обруч діадеми не замикається у кільце, а залишається відкритим. Деякі діадеми не мають обруча, що облягає голову, а кріпляться до волосся.
Діадеми були особливо поширені серед аристократії стародавньої Греції та Риму. Діадеми також були поширені серед правлячої верхівки поганських народів, серед бояр середньовічних слов'ян.

## Галерея

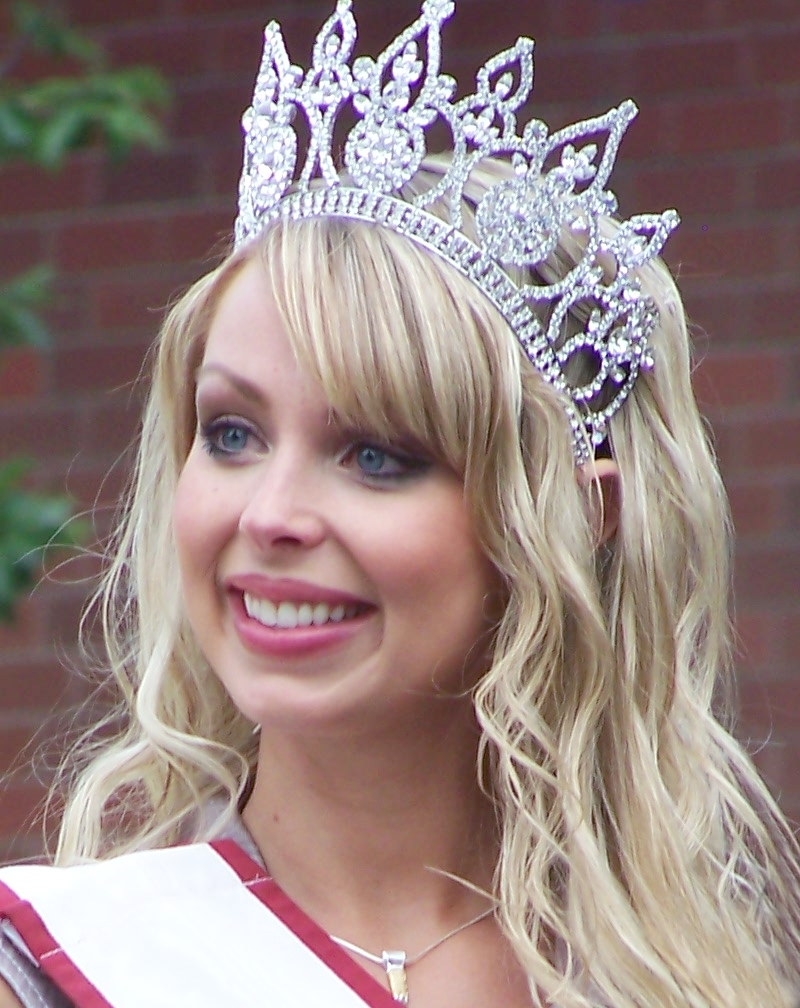
Міс Канада у діадемі
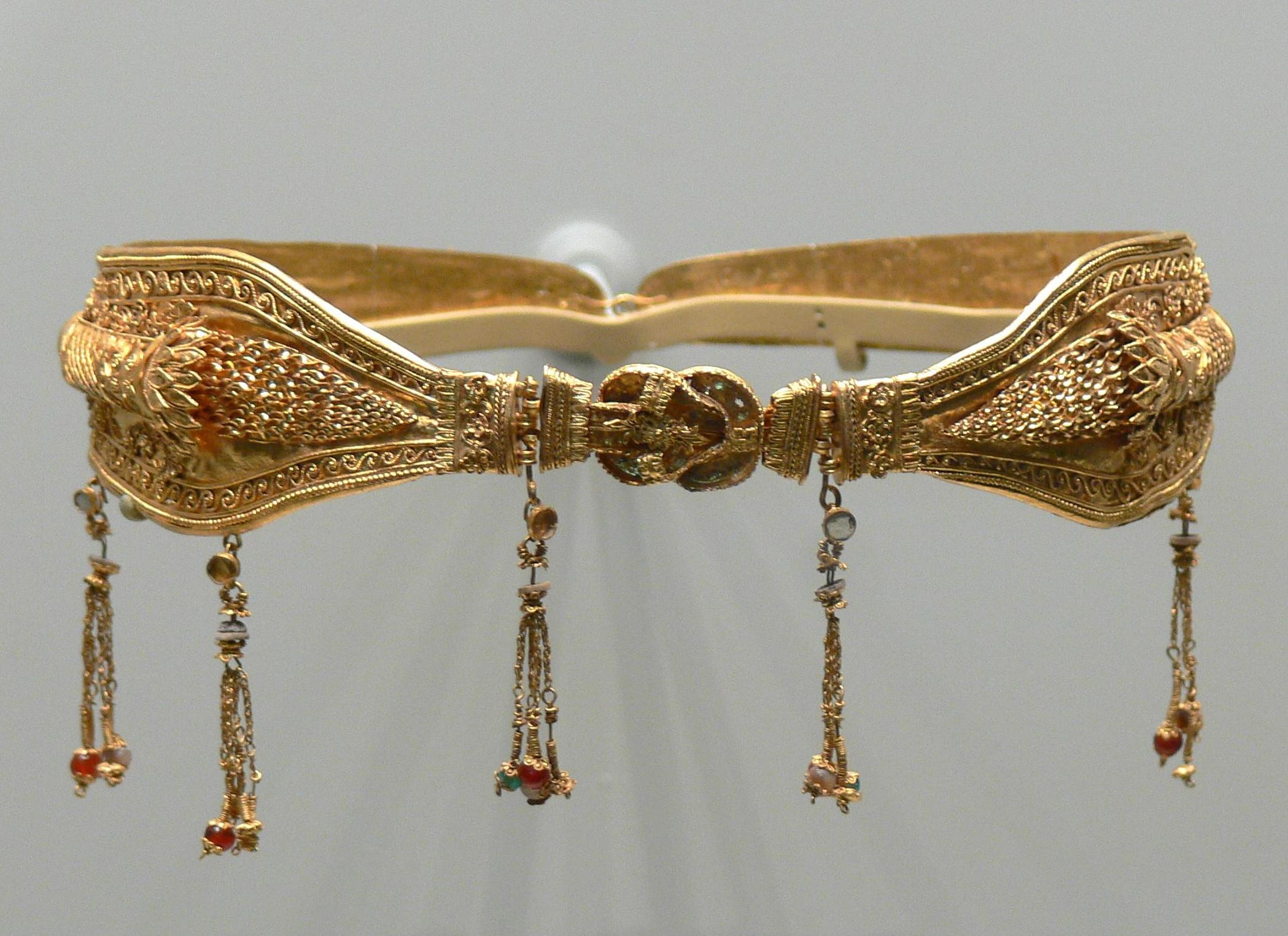
Грецька діадема